# Renzo Nostini
Renzo Nostini (Roma, 27 de mayo de 1914-Roma, 1 de octubre de 2005) fue un deportista italiano que compitió en esgrima, especialista en las modalidades de florete y sable.
Participó en dos Juegos Olímpicos de Verano en los años 1948 y 1952, obteniendo en total cuatro medallas, dos platas en Londres 1948 y dos platas en Helsinki 1952. Ganó quince medallas en el Campeonato Mundial de Esgrima entre los años 1937 y 1955.

## Palmarés internacional
| Juegos Olímpicos   | Juegos Olímpicos          | Juegos Olímpicos  | Juegos Olímpicos    |
| Año                | Lugar                     | Medalla           | Prueba              |
| ------------------ | ------------------------- | ----------------- | ------------------- |
| 1948               | Londres (Reino Unido)     | Medalla de plata  | Florete por equipos |
| 1948               | Londres (Reino Unido)     | Medalla de plata  | Sable por equipos   |
| 1952               | Helsinki (Finlandia)      | Medalla de plata  | Florete por equipos |
| 1952               | Helsinki (Finlandia)      | Medalla de plata  | Sable por equipos   |
| Campeonato Mundial |                           |                   |                     |
| Año                | Lugar                     | Medalla           | Prueba              |
| 1937               | París (Francia)           | Medalla de oro    | Florete por equipos |
| 1938               | Pieštany (Checoslovaquia) | Medalla de oro    | Florete por equipos |
| 1947               | Lisboa (Portugal)         | Medalla de plata  | Florete por equipos |
| 1949               | El Cairo (Egipto)         | Medalla de oro    | Sable por equipos   |
| 1949               | El Cairo (Egipto)         | Medalla de oro    | Florete por equipos |
| 1949               | El Cairo (Egipto)         | Medalla de plata  | Florete individual  |
| 1950               | Montecarlo (Mónaco)       | Medalla de oro    | Florete individual  |
| 1950               | Montecarlo (Mónaco)       | Medalla de oro    | Florete por equipos |
| 1951               | Estocolmo (Suecia)        | Medalla de plata  | Florete por equipos |
| 1951               | Estocolmo (Suecia)        | Medalla de plata  | Sable por equipos   |
| 1953               | Bruselas (Bélgica)        | Medalla de plata  | Florete por equipos |
| 1953               | Bruselas (Bélgica)        | Medalla de plata  | Sable por equipos   |
| 1954               | Luxemburgo (Luxemburgo)   | Medalla de oro    | Florete por equipos |
| 1955               | Roma (Italia)             | Medalla de plata  | Sable por equipos   |
| 1955               | Roma (Italia)             | Medalla de bronce | Sable individual    |